# نومن
نُومَن (بالإنجليزية: Numen)‏، والجمع «نومينا» (بالإنجليزية: numina)‏، هو مصطلح لاتيني يُعبَّرُ به عن مفهوم «الألوهية» أو «الوجود/الحُضور الإلهي» أو «الإرادة/المشيئة الإلهية». وقد عرَّفه المؤلفون اللاتينيون على النحو التالي: حيث أشار شيشرون في كتاباته إلى «عقل إلهي»، والإله «الذي كُلُّ شيء له طائع»، و«القوة الإلهية» التي تتخلل حياة الرجال، وهي نفس القوة التي تُسبب تحركات وأصوات الطيور أثناء عملية توسم الطير الدينية لمعرفة إرادة الإلهة.
وهي عند الرومان القوة الإلهية وأيضًا هي القوة الخفية التي توجه كل عمل بشري، وتتجلى في كافة الكائنات، سواء كانت نباتية أو حيوانية بل وتوجد في كل شيء.
وتوصف بأنها قوة خارقة للطبيعة. وكانت الآلهة تستخدم هذه القوة أو الروح في مساعدة المتعبدين لها بالابتهال والصلوات وممارسة الشعائر الصحيحة.
والنومن، الذي يعني الروح أو القوة الحيوية التي تسكن مكانًا ما أو شيئًا ما، اشتق منها كارل يونغ لفظة «numinosum» التي يعني بها أية سلطة تتحكم داخليا في الشخص، كالعقيدة أو العاطفة المشبوبة.
واستخدام النومن أيضًا في العبادة الإمبراطورية في روما القديمة، للإشارة إلى الروح الحارسة أو الألوهية أو القوة الإلهية للإمبراطور الحي - وبعبارة أخرى، وسيلة لعبادة إمبراطور حي دون تسميته إلهًا حرفيًا.